# Blechroneromia perileuca
Blechroneromia perileuca là một loài bướm đêm trong họ Geometridae.